# Dancing Lasha Tumbai
Dancing Lasha Tumbai, po inwazji Rosji na Ukrainę w 2022 roku również znana jako Dancing Russia Goodbye w odniesieniu do kontrowersji związanych z tekstem – debiutancki singel Wierki Serdiuczki wydany w 2007.
Utwór zajął drugie miejsce dla Ukrainy w finale 52. Konkursu Piosenki Eurowizji 2007.
W 2019 cover piosenki nagrała grecka piosenkarka Eleni Fureira.

## Lista utworów
- CD maxi-singel, digipack (2007)[3]

1. „Dancing Lasha Tumbai” (Original Version) – 3:12
2. „Dancing Lasha Tumbai” (Dancing Version #1) – 3:32
3. „Dancing Lasha Tumbai” (Pub Version Art) – 3:13
4. „Dancing Lasha Tumbai” (Dancing Version #2) – 3:04
5. „Dancing Lasha Tumbai” (Club Version) – 3:55
6. „Dancing Lasha Tumbai” (Long Version With Balalaika) – 3:33
7. „Dancing Lasha Tumbai” (Lullaby) – 2:57

- Płyta gramofonowa, płyta ze zdjęciami, edycja limitowana (2007)[3]

A1. „Dancing Lasha Tumbai” (Dith & Partystylerz Remix) – 5:23
A2. „Dancing Lasha Tumbai” (Dith & Partystylerz Dub) – 5:23
A3. „Dancing Lasha Tumbai” (Dith & Partystylerz Remix Edit) – 3:34
B1. „Dancing Lasha Tumbai” (Dancing Version Long) – 4:48
B2. „Dancing Lasha Tumbai” (Club Version) – 5:55
B3. „Dancing Lasha Tumbai” (Original Version) – 3:12
B4. „Dancing Lasha Tumbai” (Lullaby) – 2:57
- CD maxi-singel (2007)[3]

1. „Dancing Lasha Tumbai” (Original Version) – 3:12
2. „Dancing Lasha Tumbai” (Dancing Version #1) – 3:32
3. „Dancing Lasha Tumbai” (Pub Version Art) – 3:12
4. „Dancing Lasha Tumbai” (Dancing Version #2) – 3:03
5. „Dancing Lasha Tumbai” (Club Version) – 5:54
6. „Dancing Lasha Tumbai” (Long Version With Balalaika) – 3:32
7. „Dancing Lasha Tumbai” (Lullaby) – 2:56
8. „Dancing Lasha Tumbai” (Basshunter Remix) – 3:08

- CD singel (13 lipca 2007)[3]

1. „Dancing Lasha Tumbai” (Original Version) – 3:12
2. „Dancing Lasha Tumbai” (Basshunter Remix) – 3:08

- CD singel, cardboard sleeve' (13 sierpnia 2007)[3]

1. „Dancing Lasha Tumbai” (Original Version) – 3:12
2. „Dancing Lasha Tumbai” (Dith & Partystylerz Remix Edit) – 3:34
3. „Dancing Lasha Tumbai” (Dancing Version #1) – 3:32
4. „Dancing Lasha Tumbai” (Dancing Version #2) – 3:04
5. „Dancing Lasha Tumbai” (Long Version With Balalaïka) – 3:32
6. „Dancing Lasha Tumbai” (Lullaby) – 2:57

## Notowania na Listach przebojów
| Kraj/Region       | Lista (2007/2009)   | Najwyższa pozycja |
| ----------------- | ------------------- | ----------------- |
| Finlandia         | Top 20 Singles      | 2                 |
| Francja           | Top 100 Singles     | 6                 |
| Szwecja           | Top 60 Singles      | 6                 |
| Belgia (Flandria) | Ultratop 50 Singles | 14                |
| Wielka Brytania   | Singles Top 100     | 28                |
| Irlandia          | Top 50 Singles      | 31                |
| Wielka Brytania   | Singles Top 40      | 32                |
| Austria           | Singles Top 75      | 49                |
| Szwajcaria        | Singles Top 75      | 53                |
| Niemcy            | Singles Top 100     | 74                |